# قطعنامه ۱۹۶۸ شورای امنیت
قطعنامه  ۱۹۶۸ شورای امنیت سازمان ملل متحد که در تاریخ ۱۶ فوریه ۲۰۱۱ تصویب شد، سندی بین‌المللی دربارهٔ بررسی وضعیت ساحل عاج است. این قطعنامه طی نشست ۶۴۸۲ام با ۱۵ رای موافق، ۰ مخالف و ۰ ممتنع تصویب شد.